# Detarium
Detarium é um género botânico pertencente à família Fabaceae.